# Jeff Locke
Jeffrey Ryan Locke (Francoforte sul Meno, 27 settembre 1989) è un ex giocatore di football americano statunitense che ha giocato nel ruolo di punter. Fu scelto dai Minnesota Vikings nel corso del quinto giro (155º assoluto) del Draft NFL 2013. Al college ha giocato a football presso l'Università della California a Los Angeles.

## Carriera professionistica

### Minnesota Vikings

#### 2013
Locke fu scelto nel corso del quinto giro del Draft 2013 dai Minnesota Vikings. Debuttò come professionista nella settimana 1 contro i Detroit Lions, calciando 5 punt per un totale di 211 yard, ad una media di 42,2 yard l'uno (54 yard il punt migliore), statistiche migliorate la settimana seguente quando mise a referto 3 punt per un totale di 170 yard ed una media di 56,7 yard per punt (65 yard il punt migliore), limitando Chicago in 2 occasioni all'interno delle proprie 20 yard. Fu questa a livello statistico la sua miglior gara del 2013, ma in generale Locke ebbe una prima parte della stagione non molto positiva perché, a detta dell'allenatore degli special team Mike Priefer, aveva un approccio eccessivamente meticoloso alla sua professione.
A partire dalla settimana 12, nell'incontro pareggiato da Minnesota 26-26 ai tempi supplementari in casa dei Green Bay Packers, cominciò ad invertire la tendenza, calciando 6 punt ad una media di 42,8 yard ma soprattutto limitando Green Bay in 3 occasioni all'interno delle proprie 20 yard per un guadagno di sole 8 yard. Da quel momento in poi in altri 10 punt su 28 limitò gli avversari all'interno delle proprie 20 yard, incappando in una giornata no solo nell'incontro perso in maniera rocambolesca dai Vikings 26-29 in casa dei Baltimore Ravens, durante il quale calciò 9 punt di cui 4 ritornati da Jacoby Jones per 44 yard, con la parziale attenuante delle cattive condizioni meteorologiche.
Locke chiuse così la sua prima stagione in NFL con 75 punt calciati per un guadagno totale di 3.316 yard ed una media di 44,2 yard per punt. Di questi, 36 furono ritornati dagli avversari per un guadagno complessivo di 318 yard ed un touchdown ed in 23 casi il guadagno fu limitato entro la linea delle 20 yard avversarie. Locke chiuse inoltre al 21º posto di lega in yard calciate, al 24º in media per punt, al 12º in punt ritornati dagli avversari ed al 23º in punt ritornati dagli avversari non oltre le proprie 20 yard.

### Indianapolis Colts
Il 10 marzo 2017, Locke firmò con gli Indianapolis Colts.

## Statistiche
Fonte: NFL.com
| Partite totali                                              | 16    |
| Punt calciati                                               | 75    |
| Yard guadagnate su punt                                     | 3.316 |
| Media per punt                                              | 44,2  |
| Punt più lungo                                              | 65    |
| Punt ritornati dagli avversari                              | 36    |
| Punt ritornati dagli avversari non oltre le proprie 20 yard | 23    |

Statistiche aggiornate alla stagione 2013